# Villa Volpi
Villa Volpi es una finca neoclásica de Sabaudia, en Lacio, Italia.

## Historia
La residencia fue encargada en 1952 al arquitecto Tomaso Buzzi por la condesa Nathalie Volpi de Misurata, esposa del conde Giuseppe Volpi, fundador del Festival de Cine de Venecia. La finca está ubicada en la playa de Sabaudia, en el parque nacional del monte Circeo.